# إهانة شفهية

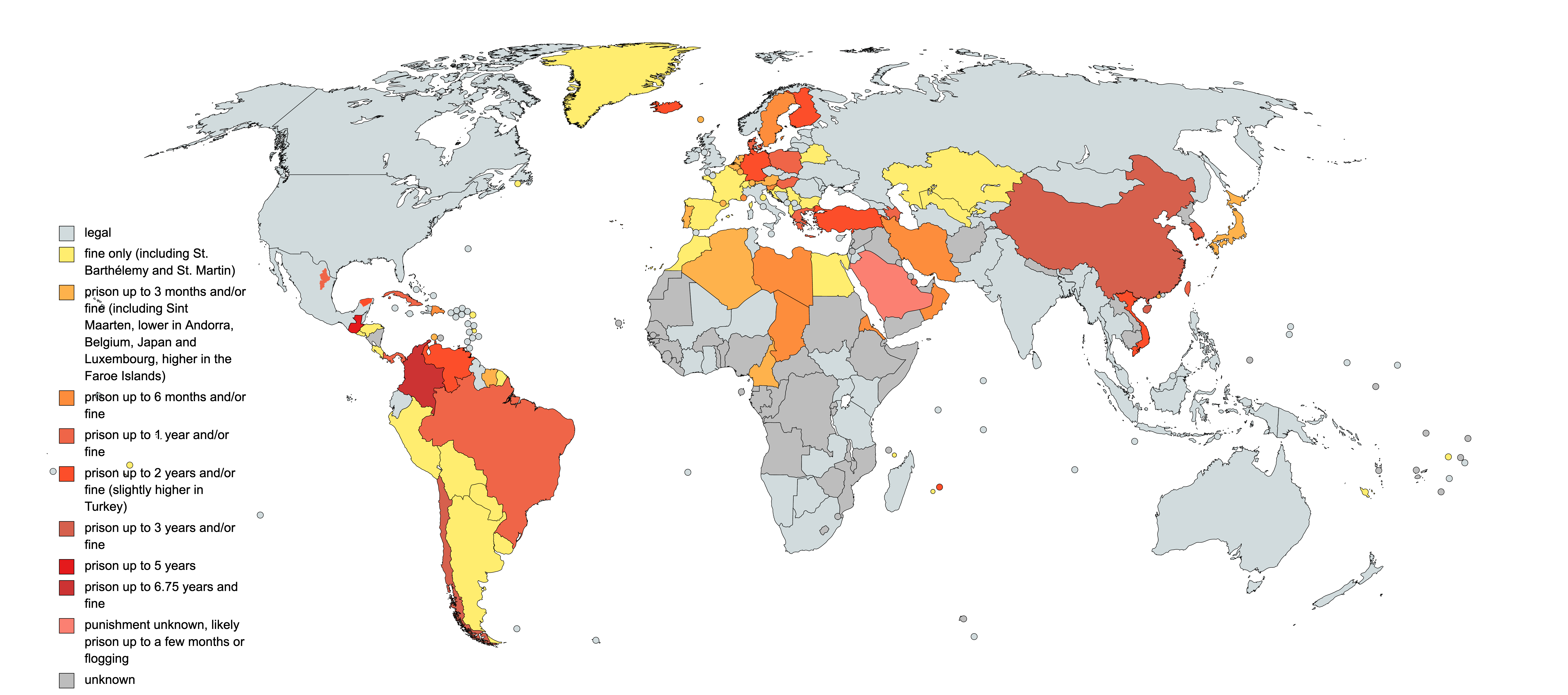
توضح الخريطة الوضع القانوني للإهانة في جميع أنحاء العالم

تعد الإهانة الشفهية جنحة في اسكتلندا.
دليل على ضرر خاص
لا يتطلب أي إجراء تجاه الإهانة الشفهية من الملاحق أن يجزم أو يثبت أضرارًا خاصة إذا تم اعتبار الكلمات التي أقيمت الدعوى على أساسها بأنها تسبب ضررًا ماليًا للملاحق.